# 中國嘉陵
中國嘉陵工業股份有限公司（简称中國嘉陵），（上交所：600877），中國兵器裝備集團旗下公司，总部位于中国重慶市。其主要業務生產及研发摩托車、軍事工業、光學產品等。現任董事长洪耕。

## 历史
可追溯至1875年成立的，由李鴻章和曾國藩創立的江南制造总局龍華分局。1932年，由於受到日軍侵華的“一·二八”事变影响，搬迁河南巩县、湖南株洲，到了1938年，由湖南株洲内迁重庆，定址重庆市西北郊双碑嘉陵江畔，1958年，更名為嘉陵機器廠，1963年，開始研發猎枪弹产品。
1978年，開拓摩托車生產業務，1981年，中國嘉陵和日本本田科研工業共同研發摩托車產品，1987年，組成「中國嘉陵集團」，1993年，正式在上海證券交易所上市，2006年，已被中國兵器裝備集團收購，同時把重慶建設摩托車和濟南輕騎姊妹公司，組成「南方摩托車有限責任公司」。

## 品牌
翼俠、嘉陵、好生活、節油王、翼王、獨狼等各種品牌。